# Рафаэлли, Сирил
Сирил Рафаэлли (англ. Cyril Raffaelli) — французский актёр, каскадёр, трэйсер.

## Биография
Родился 1 апреля 1974 года. Мать зовут Морисетт Квенель. Брат — Франк Ведер (он же Джимми Рафаэлли). Сестра — Эдит Пель. В шесть лет, под влиянием двух братьев, Сирил осознал, что знание и безупречное владение боевыми искусствами позволит многого добиться в жизни. Так, занятия юный Сирил начал с освоения нунчак и практики в Сётокан карате. Через некоторое время юноша уже принимал участие в различных спортивных чемпионатах, где показывал высокий уровень подготовки.
В четырнадцать лет Сирил начал серьёзно заниматься акробатикой в цирковой школе Анни Фрателлини, а через некоторое время закончил обучение и стал инструктором восточных единоборств. Все это время тайной мечтой юного Сирила были съемки в кино. В 1991 году случайная встреча заставляет Рафаэлли подняться на сцену. Так, Сирилу пришлось брать уроки актерского мастерства, чтобы играть, петь и танцевать в мюзикле «Les précieuses». Режиссёр тогда отметил физическое мастерство на сцене, хореографию, трюки и акробатику Сирила. Для того чтобы набраться больше опыта, Сирил согласился сняться в рекламных роликах Canon, «Крикс» и Citroen. Продолжил упорно тренироваться для постоянного улучшения своего мастерства, а также решает овладеть новыми для себя видами боевых искусств — кунг-фу и ушу.
В 1997 году Сирил выиграл Кубок мира в борьбе IKFF, а через год стал чемпионом Франции по китайскому боксу ушу-саньда.
Кинокарьера актера начиналась, в основном, со второстепенных ролей, однако знание боевых искусств Сётокан Карате и Ушу помогли ему добиться известности и в области кино — Сирила пригласили на роль в фильм знаменитого режиссёра Люка Бессона под названием «13-й район», а чуть позже и его продолжение «13-й район: Ультиматум». Стоит заметить, что тогда ему довелось поработать с основателем стиля «паркур» Давидом Беллем, который впоследствии стал его лучшим другом.
Сирилу Рафаэлли удалось создать свою команду, которая занимается постановкой трюков в кино. Так, группа поработала над такими лентами, как: «Перевозчик 2», «Перевозчик 3», «Хитмэн», «Невероятный Халк», «Крепкий орешек 4.0» и др. Является постановщиком сцен боёв в фильме Дуайта Литтла «Теккен» (2009)
Является обладателем Кубка Мира IKKF по Искусству боя и чемпионом Франции по китайскому боксу.

## Личная жизнь
Был в браке с Анн Шердронне, от этого брака есть двое детей — Эмма Квенель-Рафаэлли и Жад Квенель. На данный момент состоит во втором браке, в котором тоже двое детей — девочка и мальчик.

## Фильмография
- 1997 — Рецепт от бедности
- 2000 — Такси 2 — инструктор по дзюдо и боец ниндзя в эпизоде
- 2001 — Приключения трупа — вор
- 2001 — Поцелуй дракона — близнец
- 2002 — Астерикс и Обеликс: Миссия Клеопатра — римский солдат в Галлии
- 2002 — Молодой Казанова
- 2002 — Перевозчик — участник драки в автобусном парке
- 2004 — Багровые реки 2: Ангелы апокалипсиса — загадочный человек
- 2004 — 13-й район — Дамьен Томасо
- 2007 — Крепкий орешек 4.0 — Ранд
- 2009 — Человеческий зверинец — детектив Дакайе
- 2009 — 13-й район: Ультиматум — Дамьен Томасо
- 2010 — Джинны — рядовой Лувье
- 2018 — Титаны (телесериал, 2018) — полицейский Готэм-сити